# Otto Freese
Otto Freese (* 1927 in Freiburg im Breisgau; † 2009 in Celle) war ein deutscher Architekt und Baubeamter, zuletzt Leiter des Hochbauamts Hamburg, sowie Künstler in Celle.

## Biografie
Freese wuchs in Karlsruhe, Dresden und Berlin auf. Er musste noch am Ende des Zweiten Weltkriegs als Soldat dienen und kam in Kriegsgefangenschaft. Sein Abitur erwarb er in Berlin und danach zog er 1946 nach Oldenburg um. Von 1947 bis 1951 studierte er an der Technischen Hochschule Karlsruhe. Seine erste malerische Ausbildung erhielt er während des Architekturstudiums in Karlsruhe bei Karl Hubbuch und Erwin Spuler. Nach dem Studium absolvierte er von 1951 bis 1954 ein Referendariat und sein Regierungsbaumeister-Examen in Karlsruhe. Er wirkte seit 1955 als selbstständiger Architekt in Wiesbaden und Köln.

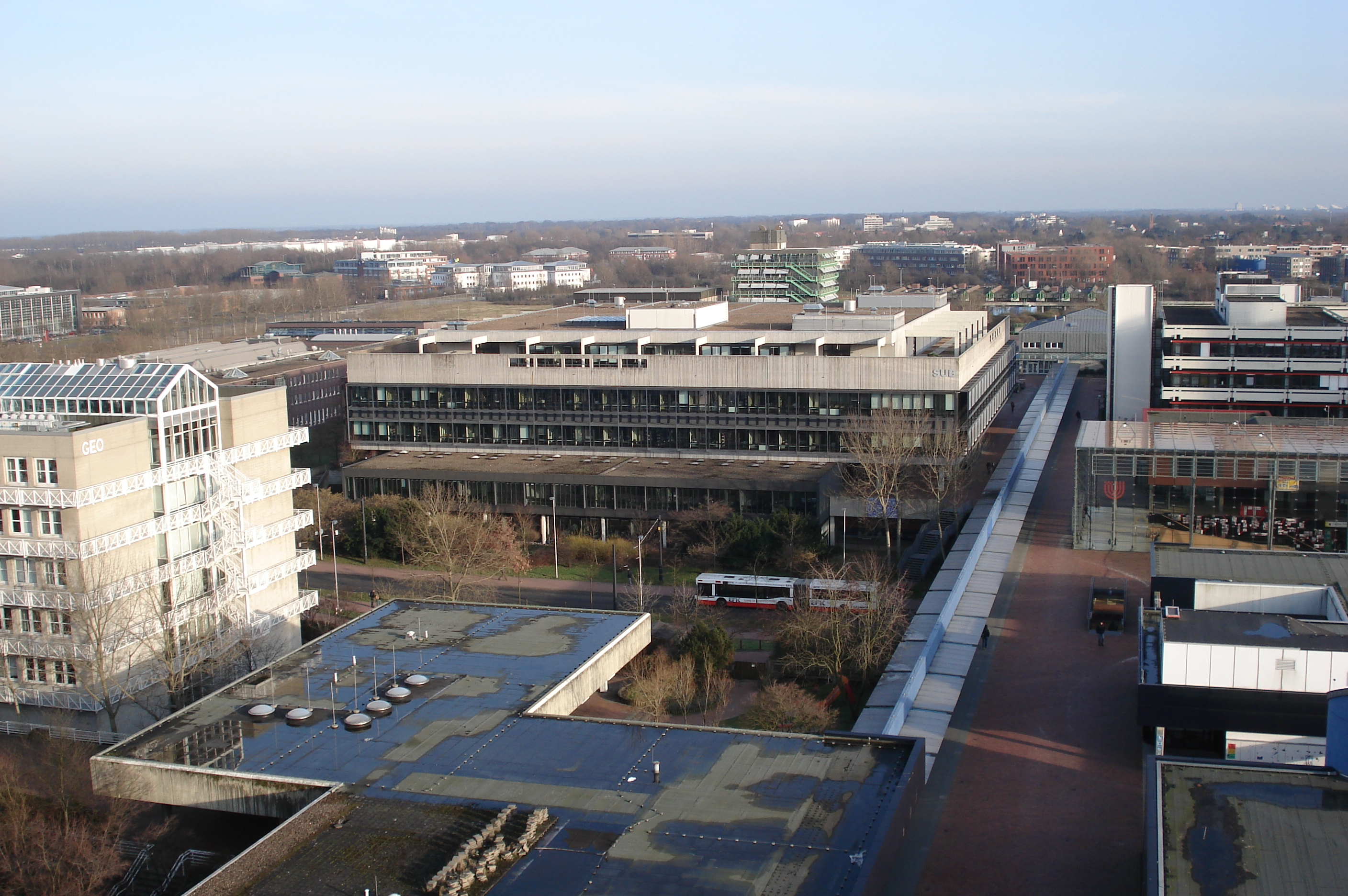
Campus der Uni Bremen

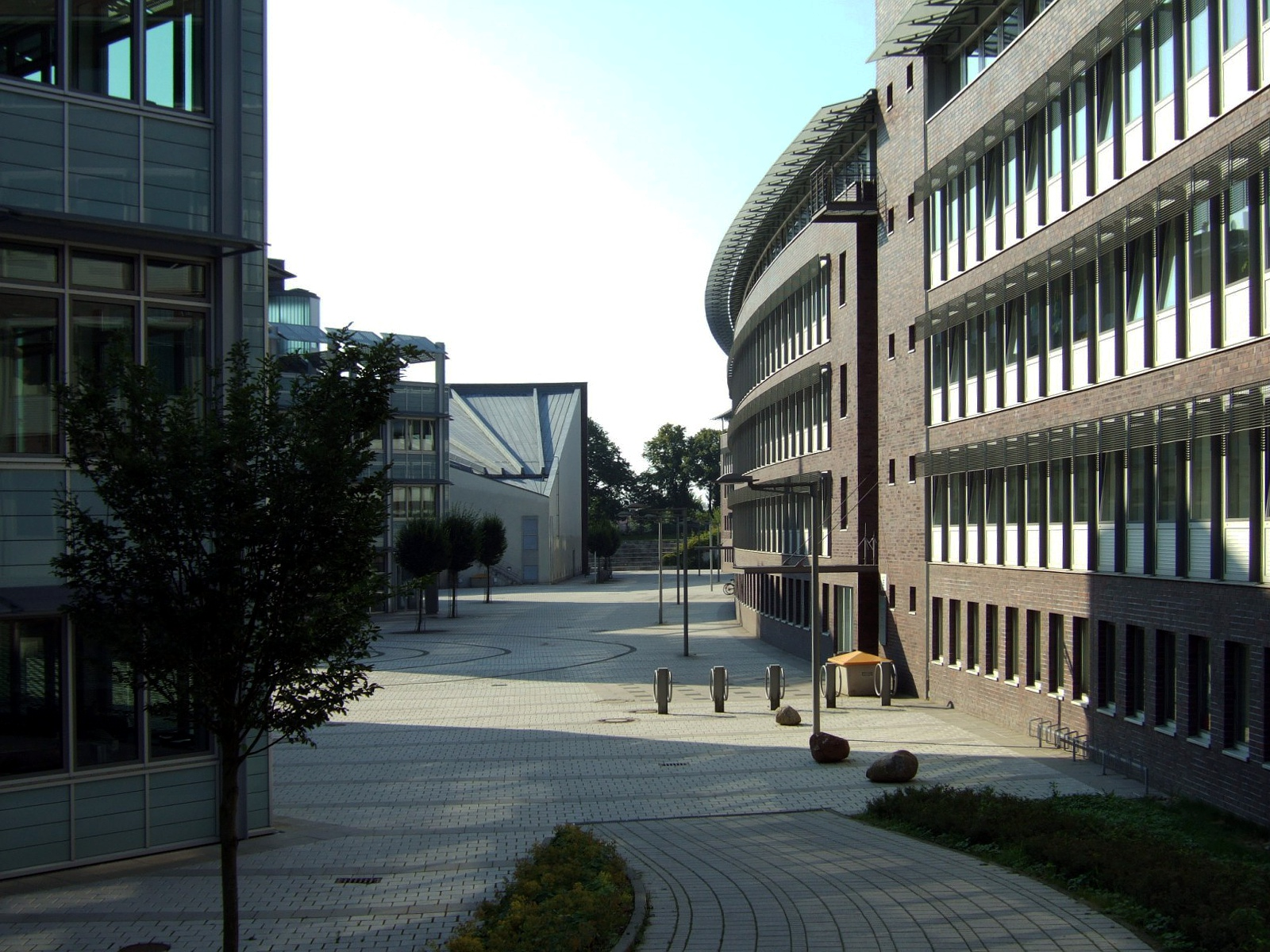
Campus der TUHH

Von 1958 bis 1965 war er beim baden-württembergischen Universitäts-Hochbauamt I für Bauten der Universität Freiburg tätig, zuletzt als Baudirektor und Amtsleiter. Hier realisierte er geistes- und naturwissenschaftliche Bauten.
1965 wurde Freese als Leitender Baudirektor zum Leiter des Universitätsbauamt Bremen (UBA) berufen. Unter seiner Federführung entstanden seit 1968 die ersten Bauten (GW 1 und 2, NW 1 und 2, Universitätsbibliothek Bremen (UB), Zentralbereich (ZB), Mensa, Zentrales Mehrzweckhochhaus (MZH), Sportbauten) der Universität Bremen.
1976 erhielt er als Erster Leitender Baudirektor die Ernennung zum Leiter des Hochbauamts Hamburg. In seiner Zeit entstanden in einer 450 Mitarbeiter umfassenden Behörde zahlreiche Gebäude in Hamburg u. a. seit 1978 die Technische Universität Hamburg-Harburg (TUHH). Freese dazu: „Die TU Harburg wächst zu einer echten Stadtuniversität heran, und darauf bin ich stolz.“ Er fühle sich in der Wahl des Geländes „ausgesprochen bestätigt“, „denn dort fühlen sich die Studenten nicht isoliert“. 1988 ging er in den Ruhestand.
Freese war danach als Maler in Celle aktiv.

## Schriften
- Die Bauaufgabe. Universität Bremen. (herausgegeben vom Universitätsbauamt) Bremen 1966.
- Gedanken zur Universitätsbauplanung. Schünemann, Bremen 1968.